# Гесс, Павел Семёнович
 Павел Семёнович Гесс  (9 сентября 1818, Санкт-Петербург, Российская империя — 9 марта 1863, Казань, Российская империя) — русский архитектор, профессор архитектуры в Казани.

## Биография
Родился 9 сентября 1818 года в Санкт-Петербурге. По окончании курса в Императорской академии художеств, 3 декабря 1840 года, определён на службу архитектором Нижегородской казённой палаты, а затем, 10 декабря 1845 года, перемещён на должность архитектора Казанского учебного округа с назначением 27 апреля 1846 года членом строительного комитета при Казанском университете. 26 июня 1852 года ему поручено преподавание в Казанском университете архитектуры, с отправлением обязанностей университетского архитектора. 7 сентября 1853 года утверждён исполняющим должность экстраординарного профессора архитектуры, с сохранением должности архитектора. Оставался в этом звании до 1863 года, когда кафедра архитектуры, с введением устава 1863 года была упразднена. Умер на службе в Казани 9 марта 1863 года.

## Архитектурные работы
В 1843 году Гесс возводит по своему проекту каменный дом А. Андреевой (Н.-Волжская наб., 3). Немало проектировал Гесс одноэтажных, с мезонинами, на каменных фундаментах (или полуэтажах) жилых строений, в частности дом Е. Сухарёвой (1846 год) в Телячьем переулке.
По просьбе попечителя Казанского учебного корпуса Н. И. Лобачевского в 1845 году проектирует здание Пензенского училища, в котором впоследствии преподавал И. Н. Ульянов (ныне Музей семьи Ульяновых).